# Ortogonala polynom
Ortogonala polynom inom matematik är polynom som är ortogonala med avseende på den inre produkten
{\displaystyle \langle f,g\rangle =\int _{I}f(x)g(x)w(x)\,dx}
för någon bestämd viktfunktion w och ett givet intervall I. Genom att specificera en viktfunktion och ett intervall har man definierat en speciell följd av ortogonala polynom. Exempelvis så ges Legendrepolynom av viktfunktionen ett inom intervallet -1 till 1. Två åtskilda ortogonala polynom ur en och samma mängd är ortogonala om deras inre produkt är lika med noll. 
Ortogonala polynom används som baser till L2-rum, interpolation samt för att lösa vissa differentialekvationer.
Några vanliga typer av ortogonala polynom är:
- Chebyshevpolynom
- Legendrepolynom
- Laguerrepolynom
- Hermitepolynom